# Port lotniczy Kandi
Port lotniczy Kandi – port lotniczy zlokalizowany w benińskim mieście Kandi. Został otwarty w 1978.